# Tour de Ski 2013/2014
Tour de Ski 2013/2014 genomfördes 28 december 2013 – 5 januari 2014. Touren ingick i världscupen i längdskidåkning 2013/2014.
Detta var den åttonde Tour de Ski i ordningen. Det första loppet (prologen) kördes i Oberhof, Tyskland, och avslutningen skedde som vanligt i Val di Fiemme, Italien, där den tuffa klättringen uppför en slalombacke stod på programmet. 
Regerande segrare från 2012/2013 var Justyna Kowalczyk, Polen, och Aleksandr Legkov, Ryssland.
Denna säsong vanns tävlingen av Therese Johaug på damsidan. Hon blev historisk när hon blev den första skidåkaren någonsin från Norge (oavsett damer eller herrar) att vinna Tour de Ski. Martin Johnsrud Sundby blev den första manliga skidåkaren från Norge att vinna Tour de Ski.

## Dålig snötillgång i Oberhof
FIS (Internationella Skidförbundet) tvingades att omordna programmet för touren då snötillgången i Oberhof var bristfällig, vilket nästan är klassiskt för den orten. Man bytte dag för olika discipliner och en klassisk jaktstartstävling utgick som skulle hållas i Oberhof. Man valde då att ha en fristilssprint istället, då man inte behöver lika mycket snö till en fristilstävling jämfört med en klassisk. Detta innebar att 5 av 7 tävlingar på touren kom att gå i fristil, vilket en del åkare protesterat emot. Detta gjorde bland annat förra årets vinnare Justyna Kowalczyk, som strax före tourstart bestämde sig för att inte genomföra Tour de Ski denna säsong.

## Tävlingsprogram
| Datum            | Gren                                  | Plats             |
| ---------------- | ------------------------------------- | ----------------- |
| 28 december 2013 | Damer Prolog 3 km (F)                 | Oberhof           |
| 28 december 2013 | Herrar Prolog 4,5 km (F)              | Oberhof           |
| 29 december 2013 | Damer Sprint (F)                      | Oberhof           |
| 29 december 2013 | Herrar Sprint (F)                     | Oberhof           |
| 31 december 2013 | Damer Sprint (F)                      | Lenzerheide       |
| 31 december 2013 | Herrar Sprint (F)                     | Lenzerheide       |
| 1 januari 2014   | Damer 10 km masstart (K)              | Lenzerheide       |
| 1 januari 2014   | Herrar 15 km masstart (K)             | Lenzerheide       |
| 3 januari 2014   | Damer 15 km jaktstart (F)             | Cortina - Toblach |
| 3 januari 2014   | Herrar 35 km jaktstart (F)            | Cortina - Toblach |
| 4 januari 2014   | Damer 5 km (K)                        | Val di Fiemme     |
| 4 januari 2014   | Herrar 10 km (K)                      | Val di Fiemme     |
| 5 januari 2014   | Damer 9 km jaktstart (klättring) (F)  | Val di Fiemme     |
| 5 januari 2014   | Herrar 9 km jaktstart (klättring) (F) | Val di Fiemme     |

(K): Klassisk stil

(F): Fristil

## Slutresultat
| Pl. | Namn                  | Tid       | VC-poäng |
| --- | --------------------- | --------- | -------- |
| 1   | Therese Johaug        | 2.04.16,4 | 400      |
| 2   | Astrid Jacobsen       | + 20,4    | 320      |
| 3   | Heidi Weng            | + 2.50,4  | 240      |
| 4   | Krista Lähteenmäki    | + 2.56,1  | 200      |
| 5   | Kerttu Niskanen       | + 3.18,1  | 180      |
| 6   | Anne Kyllönen         | + 3.50,2  | 160      |
| 7   | Elizabeth Stephen     | + 4.02,4  | 144      |
| 8   | Eva Vrabcová Nývltová | + 4.05,3  | 128      |
| 9   | Aino-Kaisa Saarinen   | + 4.18,5  | 116      |
| 10  | Masako Ishida         | + 4.44,0  | 104      |

| Pl. | Namn                   | Tid       | VC-poäng |
| --- | ---------------------- | --------- | -------- |
| 1   | Martin Johnsrud Sundby | 3.05.52,2 | 400      |
| 2   | Chris André Jespersen  | + 36,0    | 320      |
| 3   | Petter Northug         | + 1.49,5  | 240      |
| 4   | Sjur Røthe             | + 1.55,7  | 200      |
| 5   | Aleksandr Legkov       | + 2.33,6  | 180      |
| 6   | Tord Asle Gjerdalen    | + 2.45,6  | 160      |
| 7   | Ilja Tjernousov        | + 2.56,4  | 144      |
| 8   | Calle Halfvarsson      | + 3.06,5  | 128      |
| 9   | Didrik Tønseth         | + 3.19,1  | 116      |
| 10  | Martin Jaks            | + 3.24,7  | 104      |

## Etapp 1
Oberhof, Tyskland – 28 december 2013
| Pl. | Namn                | Tid    | VC-poäng |
| --- | ------------------- | ------ | -------- |
| 1   | Marit Bjørgen       | 6.34,4 | 50       |
| 2   | Astrid Jacobsen     | + 1,9  | 46       |
| 3   | Sylwia Jaśkowiec    | + 7,0  | 43       |
| 4   | Denise Herrmann     | + 8,4  | 40       |
| 5   | Jessie Diggins      | + 9,2  | 37       |
| 6   | Anne Kyllönen       | + 9,5  | 34       |
| 7   | Aino-Kaisa Saarinen | + 9,7  | 32       |
| 8   | Alenka Čebašek      | + 10,7 | 30       |
| 9   | Sophie Caldwell     | + 11,8 | 28       |
| 10  | Kerttu Niskanen     | + 12,0 | 26       |

| Pl. | Namn             | Tid    |
| --- | ---------------- | ------ |
| 1   | Marit Bjørgen    | 6.19,4 |
| 2   | Astrid Jacobsen  | + 6,9  |
| 3   | Sylwia Jaśkowiec | + 17,0 |
| 4   | Denise Herrmann  | + 23,4 |
| 5   | Jessie Diggins   | + 24,2 |

| Pl. | Namn             | Sekunder |
| --- | ---------------- | -------- |
| 1   | Marit Bjørgen    | 15       |
| 2   | Astrid Jacobsen  | 10       |
| 3   | Sylwia Jaśkowiec | 5        |

| Pl. | Namn             | Tid    |
| --- | ---------------- | ------ |
| 1   | Marit Bjørgen    | 6.19,4 |
| 2   | Astrid Jacobsen  | + 6,9  |
| 3   | Sylwia Jaśkowiec | + 17,0 |
| 4   | Denise Herrmann  | + 23,4 |
| 5   | Jessie Diggins   | + 24,2 |

| Pl. | Namn             | Sekunder |
| --- | ---------------- | -------- |
| 1   | Marit Bjørgen    | 15       |
| 2   | Astrid Jacobsen  | 10       |
| 3   | Sylwia Jaśkowiec | 5        |

| Pl. | Namn                   | Tid    | VC-poäng |
| --- | ---------------------- | ------ | -------- |
| 1   | Alex Harvey            | 9.03,4 | 50       |
| 2   | Devon Kershaw          | + 4,1  | 46       |
| 3   | Chris André Jespersen  | + 10,2 | 43       |
| 4   | Ilja Tjernousov        | + 13,4 | 40       |
| 5   | Robin Duvillard        | + 13,8 | 37       |
| 6   | Martin Johnsrud Sundby | + 14,4 | 34       |
| 7   | Jens Eriksson          | + 15,5 | 32       |
| 8   | Sami Jauhojärvi        | + 15,7 | 30       |
| 9   | Finn Hågen Krogh       | + 16,6 | 28       |
| 10  | Aivar Rehemaa          | + 16,8 | 26       |

| Pl. | Namn                  | Tid    |
| --- | --------------------- | ------ |
| 1   | Alex Harvey           | 8.48,4 |
| 2   | Devon Kershaw         | + 9,1  |
| 3   | Chris André Jespersen | + 20,2 |
| 4   | Ilja Tjernousov       | + 28,4 |
| 5   | Robin Duvillard       | + 28,8 |

| Pl. | Namn                  | Sekunder |
| --- | --------------------- | -------- |
| 1   | Alex Harvey           | 15       |
| 2   | Devon Kershaw         | 10       |
| 3   | Chris André Jespersen | 5        |

| Pl. | Namn                  | Tid    |
| --- | --------------------- | ------ |
| 1   | Alex Harvey           | 8.48,4 |
| 2   | Devon Kershaw         | + 9,1  |
| 3   | Chris André Jespersen | + 20,2 |
| 4   | Ilja Tjernousov       | + 28,4 |
| 5   | Robin Duvillard       | + 28,8 |

| Pl. | Namn                  | Sekunder |
| --- | --------------------- | -------- |
| 1   | Alex Harvey           | 15       |
| 2   | Devon Kershaw         | 10       |
| 3   | Chris André Jespersen | 5        |

## Etapp 2
Oberhof, Tyskland – 29 december 2013
- Notera: En jaktstart (10 och 15 km) i klassisk stil utgick p.g.a. dålig snötillgång (läs mer ovan). I stället hölls en fristilssprint, då det kräver mycket mindre snö.

| Pl. | Namn                     | Finaltid | VC-poäng |
| --- | ------------------------ | -------- | -------- |
| 1   | Hanna Erikson            | 3.25,69  | 50       |
| 2   | Denise Herrmann          | + 0,79   | 46       |
| 3   | Ingvild Flugstad Østberg | + 4,32   | 43       |
| 4   | Nicole Fessel            | + 4,40   | 40       |
| 5   | Marit Bjørgen            | + 4,80   | 37       |
| 6   | Lucia Anger              | + 9,34   | 34       |
| 7   | Therese Johaug           | —        | 32       |
| 8   | Anne Kyllönen            | —        | 30       |
| 9   | Gaia Vuerich             | —        | 28       |
| 10  | Hanna Kolb               | —        | 26       |

| Pl. | Namn                     | Tid    |
| --- | ------------------------ | ------ |
| 1   | Marit Bjørgen            | 9.08,7 |
| 2   | Denise Herrmann          | + 18,7 |
| 3   | Ingvild Flugstad Østberg | + 25,8 |
| 4   | Astrid Jacobsen          | + 28,2 |
| 5   | Anne Kyllönen            | + 29,0 |

| Pl. | Namn                     | Sekunder |
| --- | ------------------------ | -------- |
| 1   | Marit Bjørgen            | 37       |
| 2   | Hanna Erikson            | 30       |
| 3   | Denise Herrmann          | 27       |
| 4   | Ingvild Flugstad Østberg | 24       |
| 5   | Nicole Fessel            | 23       |

| Pl. | Namn                     | Tid    |
| --- | ------------------------ | ------ |
| 1   | Marit Bjørgen            | 9.08,7 |
| 2   | Denise Herrmann          | + 18,7 |
| 3   | Ingvild Flugstad Østberg | + 25,8 |
| 4   | Astrid Jacobsen          | + 28,2 |
| 5   | Anne Kyllönen            | + 29,0 |

| Pl. | Namn                     | Sekunder |
| --- | ------------------------ | -------- |
| 1   | Marit Bjørgen            | 37       |
| 2   | Hanna Erikson            | 30       |
| 3   | Denise Herrmann          | 27       |
| 4   | Ingvild Flugstad Østberg | 24       |
| 5   | Nicole Fessel            | 23       |

| Pl. | Namn                   | Finaltid | VC-poäng |
| --- | ---------------------- | -------- | -------- |
| 1   | Calle Halfvarsson      | 3.08,61  | 50       |
| 2   | Federico Pellegrino    | + 0,30   | 46       |
| 3   | Martin Johnsrud Sundby | + 1,81   | 43       |
| 4   | Jens Eriksson          | + 5,51   | 40       |
| 5   | Josef Wenzl            | + 8,64   | 37       |
| 6   | Petter Northug         | + 32,30  | 34       |
| 7   | Sebastian Eisenlauer   | —        | 32       |
| 8   | Jevgenij Belov         | —        | 30       |
| 9   | Aleksandr Legkov       | —        | 28       |
| 10  | Andrew Newell          | —        | 26       |

| Pl. | Namn                   | Tid     |
| --- | ---------------------- | ------- |
| 1   | Alex Harvey            | 11.26,1 |
| 2   | Calle Halfvarsson      | + 20,2  |
| 3   | Devon Kershaw          | + 21,8  |
| 4   | Jens Eriksson          | + 21,9  |
| 5   | Martin Johnsrud Sundby | + 26,8  |

| Pl. | Namn                   | Sekunder |
| --- | ---------------------- | -------- |
| 1   | Calle Halfvarsson      | 30       |
| 2   | Federico Pellegrino    | 27       |
| 3   | Alex Harvey            | 27       |
| 4   | Martin Johnsrud Sundby | 24       |
| 5   | Jens Eriksson          | 23       |

| Pl. | Namn                   | Tid     |
| --- | ---------------------- | ------- |
| 1   | Alex Harvey            | 11.26,1 |
| 2   | Calle Halfvarsson      | + 20,2  |
| 3   | Devon Kershaw          | + 21,8  |
| 4   | Jens Eriksson          | + 21,9  |
| 5   | Martin Johnsrud Sundby | + 26,8  |

| Pl. | Namn                   | Sekunder |
| --- | ---------------------- | -------- |
| 1   | Calle Halfvarsson      | 30       |
| 2   | Federico Pellegrino    | 27       |
| 3   | Alex Harvey            | 27       |
| 4   | Martin Johnsrud Sundby | 24       |
| 5   | Jens Eriksson          | 23       |

## Etapp 3
Lenzerheide, Schweiz – 31 december 2013
| Pl. | Namn                     | Finaltid | VC-poäng |
| --- | ------------------------ | -------- | -------- |
| 1   | Ingvild Flugstad Østberg | 2.58,00  | 50       |
| 2   | Astrid Jacobsen          | + 0,14   | 46       |
| 3   | Denise Herrmann          | + 0,82   | 43       |
| 4   | Laurien van der Graaff   | + 2,60   | 40       |
| 5   | Hanna Kolb               | + 4,15   | 37       |
| 6   | Sophie Caldwell          | + 6,81   | 34       |
| 7   | Anne Kyllönen            | —        | 32       |
| 8   | Hanna Erikson            | —        | 30       |
| 9   | Aurore Jéan              | —        | 28       |
| 10  | Gaia Vuerich             | —        | 26       |

| Pl. | Namn                     | Tid     |
| --- | ------------------------ | ------- |
| 1   | Ingvild Flugstad Østberg | 11.57,4 |
| 2   | Marit Bjørgen            | + 2,0   |
| 3   | Denise Herrmann          | + 2,3   |
| 4   | Astrid Jacobsen          | + 9,0   |
| 5   | Anne Kyllönen            | + 23,2  |

| Pl. | Namn                     | Sekunder |
| --- | ------------------------ | -------- |
| 1   | Ingvild Flugstad Østberg | 54       |
| 2   | Denise Herrmann          | 51       |
| 3   | Hanna Erikson            | 45       |
| 4   | Marit Bjørgen            | 42       |
| 5   | Astrid Jacobsen          | 39       |

| Pl. | Namn                     | Tid     |
| --- | ------------------------ | ------- |
| 1   | Ingvild Flugstad Østberg | 11.57,4 |
| 2   | Marit Bjørgen            | + 2,0   |
| 3   | Denise Herrmann          | + 2,3   |
| 4   | Astrid Jacobsen          | + 9,0   |
| 5   | Anne Kyllönen            | + 23,2  |

| Pl. | Namn                     | Sekunder |
| --- | ------------------------ | -------- |
| 1   | Ingvild Flugstad Østberg | 54       |
| 2   | Denise Herrmann          | 51       |
| 3   | Hanna Erikson            | 45       |
| 4   | Marit Bjørgen            | 42       |
| 5   | Astrid Jacobsen          | 39       |

| Pl. | Namn                   | Finaltid | VC-poäng |
| --- | ---------------------- | -------- | -------- |
| 1   | Simeon Hamilton        | 2.37,02  | 50       |
| 2   | Alex Harvey            | + 0,32   | 46       |
| 3   | Martin Johnsrud Sundby | + 0,74   | 43       |
| 4   | Federico Pellegrino    | + 0,94   | 40       |
| 5   | Finn Hågen Krogh       | + 1,61   | 37       |
| 6   | Calle Halfvarsson      | + 2,96   | 34       |
| 7   | Petter Northug         | —        | 32       |
| 8   | Andrew Newell          | —        | 30       |
| 9   | Ilja Tjernousov        | —        | 28       |
| 10  | Tim Tscharnke          | —        | 26       |

| Pl. | Namn                   | Tid     |
| --- | ---------------------- | ------- |
| 1   | Alex Harvey            | 13.38,3 |
| 2   | Calle Halfvarsson      | + 22,7  |
| 3   | Martin Johnsrud Sundby | + 27,0  |
| 4   | Petter Northug         | + 43,7  |
| 5   | Jens Eriksson          | + 44,3  |

| Pl. | Namn                   | Sekunder |
| --- | ---------------------- | -------- |
| 1   | Alex Harvey            | 54       |
| 2   | Calle Halfvarsson      | 51       |
| 3   | Federico Pellegrino    | 50       |
| 4   | Martin Johnsrud Sundby | 48       |
| 5   | Petter Northug         | 37       |

| Pl. | Namn                   | Tid     |
| --- | ---------------------- | ------- |
| 1   | Alex Harvey            | 13.38,3 |
| 2   | Calle Halfvarsson      | + 22,7  |
| 3   | Martin Johnsrud Sundby | + 27,0  |
| 4   | Petter Northug         | + 43,7  |
| 5   | Jens Eriksson          | + 44,3  |

| Pl. | Namn                   | Sekunder |
| --- | ---------------------- | -------- |
| 1   | Alex Harvey            | 54       |
| 2   | Calle Halfvarsson      | 51       |
| 3   | Federico Pellegrino    | 50       |
| 4   | Martin Johnsrud Sundby | 48       |
| 5   | Petter Northug         | 37       |

## Etapp 4
Lenzerheide, Schweiz – 1 januari 2014
| Pl. | Namn                     | Tid     | VC-poäng |
| --- | ------------------------ | ------- | -------- |
| 1   | Kerttu Niskanen          | 26.27,4 | 50       |
| 2   | Astrid Jacobsen          | + 0,4   | 46       |
| 3   | Therese Johaug           | + 1,1   | 43       |
| 4   | Heidi Weng               | + 1,9   | 40       |
| 5   | Aino-Kaisa Saarinen      | + 2,5   | 37       |
| 6   | Anne Kyllönen            | + 23,9  | 34       |
| 7   | Eva Vrabcová Nývltová    | + 24,5  | 32       |
| 8   | Olga Kuziukova           | + 25,1  | 30       |
| 9   | Hanna Erikson            | + 25,8  | 28       |
| 10  | Ingvild Flugstad Østberg | + 29,8  | 26       |

| Pl. | Namn                     | Tid     |
| --- | ------------------------ | ------- |
| 1   | Astrid Jacobsen          | 38.14,2 |
| 2   | Ingvild Flugstad Østberg | + 35,4  |
| 3   | Kerttu Niskanen          | + 36,8  |
| 4   | Therese Johaug           | + 44,7  |
| 5   | Aino-Kaisa Saarinen      | + 54,0  |

| Pl. | Namn                     | Sekunder |
| --- | ------------------------ | -------- |
| 1   | Ingvild Flugstad Østberg | 59       |
| 2   | Astrid Jacobsen          | 59       |
| 3   | Denise Herrmann          | 51       |
| 4   | Hanna Erikson            | 49       |
| 5   | Kerttu Niskanen          | 38       |

| Pl. | Namn                     | Tid     |
| --- | ------------------------ | ------- |
| 1   | Astrid Jacobsen          | 38.14,2 |
| 2   | Ingvild Flugstad Østberg | + 35,4  |
| 3   | Kerttu Niskanen          | + 36,8  |
| 4   | Therese Johaug           | + 44,7  |
| 5   | Aino-Kaisa Saarinen      | + 54,0  |

| Pl. | Namn                     | Sekunder |
| --- | ------------------------ | -------- |
| 1   | Ingvild Flugstad Østberg | 59       |
| 2   | Astrid Jacobsen          | 59       |
| 3   | Denise Herrmann          | 51       |
| 4   | Hanna Erikson            | 49       |
| 5   | Kerttu Niskanen          | 38       |

| Pl. | Namn                  | Tid     | VC-poäng |
| --- | --------------------- | ------- | -------- |
| 1   | Aleksej Poltoranin    | 34.28,1 | 50       |
| 2   | Hannes Dotzler        | + 0,6   | 46       |
| 3   | Stanislav Volzjentsev | + 1,0   | 43       |
| 4   | Thomas Bing           | + 1,1   | 40       |
| 5   | Daniel Richardsson    | + 4,0   | 37       |
| 6   | Sami Jauhojärvi       | + 4,0   | 34       |
| 7   | Jens Filbrich         | + 6,9   | 32       |
| 8   | Sergej Turysjev       | + 7,9   | 30       |
| 9   | Sjur Røthe            | + 7,9   | 28       |
| 10  | Ilja Tjernousov       | + 8,9   | 26       |

| Pl. | Namn                   | Tid     |
| --- | ---------------------- | ------- |
| 1   | Martin Johnsrud Sundby | 48.13,6 |
| 2   | Calle Halfvarsson      | + 31,7  |
| 3   | Alex Harvey            | + 35,3  |
| 4   | Petter Northug         | + 37,3  |
| 5   | Ilja Tjernousov        | + 43,2  |

| Pl. | Namn                   | Sekunder |
| --- | ---------------------- | -------- |
| 1   | Martin Johnsrud Sundby | 78       |
| 2   | Calle Halfvarsson      | 59       |
| 3   | Alex Harvey            | 57       |
| 4   | Petter Northug         | 47       |
| 5   | Aleksandr Legkov       | 34       |

| Pl. | Namn                   | Tid     |
| --- | ---------------------- | ------- |
| 1   | Martin Johnsrud Sundby | 48.13,6 |
| 2   | Calle Halfvarsson      | + 31,7  |
| 3   | Alex Harvey            | + 35,3  |
| 4   | Petter Northug         | + 37,3  |
| 5   | Ilja Tjernousov        | + 43,2  |

| Pl. | Namn                   | Sekunder |
| --- | ---------------------- | -------- |
| 1   | Martin Johnsrud Sundby | 78       |
| 2   | Calle Halfvarsson      | 59       |
| 3   | Alex Harvey            | 57       |
| 4   | Petter Northug         | 47       |
| 5   | Aleksandr Legkov       | 34       |

## Etapp 5
Cortina–Toblach, Italien – 3 januari 2014
| Pl. | Namn                  | Tid      | VC-poäng |
| --- | --------------------- | -------- | -------- |
| 1   | Astrid Jacobsen       | 37.30,3  | 50       |
| 2   | Therese Johaug        | + 38,7   | 46       |
| 3   | Anne Kyllönen         | + 1.12,2 | 43       |
| 4   | Kerttu Niskanen       | + 1.22,5 | 40       |
| 5   | Krista Lähteenmäki    | + 1.31,7 | 37       |
| 6   | Eva Vrabcová Nývltová | + 1.31,7 | 34       |
| 7   | Aurore Jéan           | + 1.32,0 | 32       |
| 8   | Heidi Weng            | + 1.32,3 | 30       |
| 9   | Aino-Kaisa Saarinen   | + 2.19,2 | 28       |
| 10  | Sara Lindborg         | + 2.20,6 | 26       |

| Pl. | Namn                  | Tid     |
| --- | --------------------- | ------- |
| 1   | Sara Lindborg         | 37.16,6 |
| 2   | Krista Lähteenmäki    | + 1,7   |
| 3   | Aurore Jéan           | + 4,3   |
| 4   | Eva Vrabcová Nývltová | + 5,5   |
| 5   | Elizabeth Stephen     | + 6,7   |

| Pl. | Namn               | Tid       |
| --- | ------------------ | --------- |
| 1   | Astrid Jacobsen    | 1.15.29,5 |
| 2   | Therese Johaug     | + 43,7    |
| 3   | Anne Kyllönen      | + 1.22,2  |
| 4   | Kerttu Niskanen    | + 1.37,5  |
| 5   | Krista Lähteenmäki | + 1.46,7  |

| Pl. | Namn                | Sekunder |
| --- | ------------------- | -------- |
| 1   | Astrid Jacobsen     | 74       |
| 2   | Therese Johaug      | 42       |
| 3   | Kerttu Niskanen     | 38       |
| 4   | Anne Kyllönen       | 38       |
| 5   | Aino-Kaisa Saarinen | 20       |

| Pl. | Namn               | Tid       |
| --- | ------------------ | --------- |
| 1   | Astrid Jacobsen    | 1.15.29,5 |
| 2   | Therese Johaug     | + 43,7    |
| 3   | Anne Kyllönen      | + 1.22,2  |
| 4   | Kerttu Niskanen    | + 1.37,5  |
| 5   | Krista Lähteenmäki | + 1.46,7  |

| Pl. | Namn                | Sekunder |
| --- | ------------------- | -------- |
| 1   | Astrid Jacobsen     | 74       |
| 2   | Therese Johaug      | 42       |
| 3   | Kerttu Niskanen     | 38       |
| 4   | Anne Kyllönen       | 38       |
| 5   | Aino-Kaisa Saarinen | 20       |

| Pl. | Namn                   | Tid       | VC-poäng |
| --- | ---------------------- | --------- | -------- |
| 1   | Martin Johnsrud Sundby | 1.20.18,7 | 50       |
| 2   | Petter Northug         | + 58,2    | 46       |
| 3   | Alex Harvey            | + 58,7    | 43       |
| 4   | Calle Halfvarsson      | + 59,0    | 40       |
| 5   | Aleksandr Legkov       | + 59,7    | 37       |
| 6   | Chris André Jespersen  | + 1.00,5  | 34       |
| 7   | Ilja Tjernousov        | + 1.03,5  | 32       |
| 8   | Ville Nousiainen       | + 1.55,4  | 30       |
| 9   | Tord Asle Gjerdalen    | + 1.55,6  | 28       |
| 10  | Sjur Røthe             | + 1.55,8  | 26       |

| Pl. | Namn                   | Tid       |
| --- | ---------------------- | --------- |
| 1   | Noah Hoffman           | 1.19.58,1 |
| 2   | Tord Asle Gjerdalen    | + 6,2     |
| 3   | Chris André Jespersen  | + 8,7     |
| 4   | Aleksandr Legkov       | + 19,3    |
| 5   | Martin Johnsrud Sundby | + 20,6    |

| Pl. | Namn                   | Tid       |
| --- | ---------------------- | --------- |
| 1   | Martin Johnsrud Sundby | 2.08.17,3 |
| 2   | Petter Northug         | + 1.03,2  |
| 3   | Alex Harvey            | + 1.08,7  |
| 4   | Calle Halfvarsson      | + 1.14,0  |
| 5   | Aleksandr Legkov       | + 1.14,7  |

| Pl. | Namn                   | Sekunder |
| --- | ---------------------- | -------- |
| 1   | Martin Johnsrud Sundby | 93       |
| 2   | Alex Harvey            | 62       |
| 3   | Calle Halfvarsson      | 59       |
| 4   | Petter Northug         | 57       |
| 5   | Aleksandr Legkov       | 34       |

| Pl. | Namn                   | Tid       |
| --- | ---------------------- | --------- |
| 1   | Martin Johnsrud Sundby | 2.08.17,3 |
| 2   | Petter Northug         | + 1.03,2  |
| 3   | Alex Harvey            | + 1.08,7  |
| 4   | Calle Halfvarsson      | + 1.14,0  |
| 5   | Aleksandr Legkov       | + 1.14,7  |

| Pl. | Namn                   | Sekunder |
| --- | ---------------------- | -------- |
| 1   | Martin Johnsrud Sundby | 93       |
| 2   | Alex Harvey            | 62       |
| 3   | Calle Halfvarsson      | 59       |
| 4   | Petter Northug         | 57       |
| 5   | Aleksandr Legkov       | 34       |

## Etapp 6
Val di Fiemme, Italien – 4 januari 2014
| Pl. | Namn                | Tid     | VC-poäng |
| --- | ------------------- | ------- | -------- |
| 1   | Therese Johaug      | 13.58,4 | 50       |
| 2   | Astrid Jacobsen     | + 14,9  | 46       |
| 3   | Anne Kyllönen       | + 19,2  | 43       |
| 4   | Kerttu Niskanen     | + 19,7  | 40       |
| 5   | Krista Lähteenmäki  | + 21,4  | 37       |
| 6   | Heidi Weng          | + 22,9  | 34       |
| 7   | Aino-Kaisa Saarinen | + 23,3  | 32       |
| 8   | Masako Ishida       | + 25,8  | 30       |
| 9   | Sara Lindborg       | + 30,0  | 28       |
| 10  | Jessie Diggins      | + 30,3  | 26       |

| Pl. | Namn               | Tid       |
| --- | ------------------ | --------- |
| 1   | Astrid Jacobsen    | 1.29.32,8 |
| 2   | Therese Johaug     | + 23,8    |
| 3   | Anne Kyllönen      | + 1.31,5  |
| 4   | Kerttu Niskanen    | + 1.52,3  |
| 5   | Krista Lähteenmäki | + 2.03,2  |

| Pl. | Namn                | Sekunder |
| --- | ------------------- | -------- |
| 1   | Astrid Jacobsen     | 84       |
| 2   | Therese Johaug      | 57       |
| 3   | Anne Kyllönen       | 43       |
| 4   | Kerttu Niskanen     | 38       |
| 5   | Aino-Kaisa Saarinen | 20       |

| Pl. | Namn               | Tid       |
| --- | ------------------ | --------- |
| 1   | Astrid Jacobsen    | 1.29.32,8 |
| 2   | Therese Johaug     | + 23,8    |
| 3   | Anne Kyllönen      | + 1.31,5  |
| 4   | Kerttu Niskanen    | + 1.52,3  |
| 5   | Krista Lähteenmäki | + 2.03,2  |

| Pl. | Namn                | Sekunder |
| --- | ------------------- | -------- |
| 1   | Astrid Jacobsen     | 84       |
| 2   | Therese Johaug      | 57       |
| 3   | Anne Kyllönen       | 43       |
| 4   | Kerttu Niskanen     | 38       |
| 5   | Aino-Kaisa Saarinen | 20       |

| Pl. | Namn                   | Tid     | VC-poäng |
| --- | ---------------------- | ------- | -------- |
| 1   | Petter Northug         | 24.45,6 | 50       |
| 2   | Martin Johnsrud Sundby | + 9,7   | 46       |
| 3   | Chris André Jespersen  | + 16,0  | 43       |
| 4   | Sjur Røthe             | + 29,0  | 40       |
| 5   | Alex Harvey            | + 35,5  | 37       |
| 6   | Hannes Dotzler         | + 38,0  | 34       |
| 7   | Didrik Tønseth         | + 44,3  | 32       |
| 8   | Matti Heikkinen        | + 49,6  | 30       |
| 9   | Ilja Tjernousov        | + 50,2  | 28       |
| 10  | Calle Halfvarsson      | + 50,4  | 26       |

| Pl. | Namn                   | Tid       |
| --- | ---------------------- | --------- |
| 1   | Martin Johnsrud Sundby | 2.33.02,6 |
| 2   | Petter Northug         | + 48,5    |
| 3   | Chris André Jespersen  | + 1.26,8  |
| 4   | Alex Harvey            | + 1.44,5  |
| 5   | Calle Halfvarsson      | + 2.04,7  |

| Pl. | Namn                   | Sekunder |
| --- | ---------------------- | -------- |
| 1   | Martin Johnsrud Sundby | 103      |
| 2   | Petter Northug         | 72       |
| 3   | Alex Harvey            | 62       |
| 4   | Calle Halfvarsson      | 59       |
| 5   | Aleksandr Legkov       | 34       |

| Pl. | Namn                   | Tid       |
| --- | ---------------------- | --------- |
| 1   | Martin Johnsrud Sundby | 2.33.02,6 |
| 2   | Petter Northug         | + 48,5    |
| 3   | Chris André Jespersen  | + 1.26,8  |
| 4   | Alex Harvey            | + 1.44,5  |
| 5   | Calle Halfvarsson      | + 2.04,7  |

| Pl. | Namn                   | Sekunder |
| --- | ---------------------- | -------- |
| 1   | Martin Johnsrud Sundby | 103      |
| 2   | Petter Northug         | 72       |
| 3   | Alex Harvey            | 62       |
| 4   | Calle Halfvarsson      | 59       |
| 5   | Aleksandr Legkov       | 34       |

## Etapp 7
Val di Fiemme, Italien – 5 januari 2014
| Pl. | Namn                | Tid      | VC-poäng |
| --- | ------------------- | -------- | -------- |
| 1   | Therese Johaug      | 34.19,8  | 50       |
| 2   | Astrid Jacobsen     | + 44,2   | 46       |
| 3   | Elizabeth Stephen   | + 58,7   | 43       |
| 4   | Heidi Weng          | + 1.08,9 | 40       |
| 5   | Masako Ishida       | + 1.14,9 | 37       |
| 6   | Krista Lähteenmäki  | + 1.16,7 | 34       |
| 7   | Katrin Zeller       | + 1.45,8 | 32       |
| 8   | Kerttu Niskanen     | + 1.49,6 | 30       |
| 9   | Aino-Kaisa Saarinen | + 1.49,7 | 28       |
| 10  | Maria Rydqvist      | + 1.50,4 | 26       |

| Pl. | Namn                  | Tid     | VC-poäng |
| --- | --------------------- | ------- | -------- |
| 1   | Chris André Jespersen | 31.58,8 | 50       |
| 2   | Sjur Røthe            | + 6,4   | 46       |
| 3   | Ivan Babikov          | + 15,3  | 43       |
| 4   | Robin Duvillard       | + 15,9  | 40       |
| 5   | Niklas Dyrhaug        | + 19,7  | 37       |
| 6   | Giorgio Di Centa      | + 22,9  | 34       |
| 7   | Tord Asle Gjerdalen   | + 27,6  | 32       |
| 8   | Andrew Musgrave       | + 28,1  | 30       |
| 9   | Sami Jauhojärvi       | + 33,7  | 28       |
| 10  | Jean Marc Gaillard    | + 36,5  | 26       |